# Жигалово (Починковский район)
Жигалово — деревня в Починковском районе Смоленской области России. Входит в состав Васьковского сельского поселения. Население — 3 жителя (2013 год).
Расположена в центральной части области в 16 км к юго-востоку от Починка, в 3 км западнее автодороги А141 Орёл — Витебск, на берегу реки Гарския. В 3 км северо-восточнее деревни расположена железнодорожная станция Васьково на линии Смоленск — Рославль.

## История
В годы Великой Отечественной войны деревня была оккупирована гитлеровскими войсками в июле 1941 года, освобождена в сентябре 1943 года.